# Midas ante Baco
Midas ante Baco (en francés, Midas et Bacchus) es un cuadro del pintor francés Nicolas Poussin. Está realizado al óleo sobre lienzo. Mide 98 cm de alto y 153 cm de ancho. Fue pintado hacia 1630. Se encuentra en la Alte Pinakothek, Múnich, Alemania.
Poussin representa una escena mitológica. La leyenda del rey de Frigia Midas no es un tema mitológico frecuentado por la pintura occidental. Baco le ofreció cumplir un deseo, y el rey pidió que se convirtiera en oro todo lo que tocase. Esto resultó ser una maldición, puesto que todo lo que llegaba a sus labios se convertía en oro, de manera que no podía comer ni beber. Para quedar liberado, Baco le dijo que debía bañarse en el río Pactolo, que desde entonces contuvo arenas auríferas.
Parece que Poussin representa en este cuadro el momento final de la historia, cuando el rey Midas, arrodillado frente a Baco, agradece al dios haberle salvado de perecer. En un segundo plano puede verse al dios fluvial y un personaje arrodillado que parece estar descubriendo el oro en las arenas del río.